# Titannus
Titannus es un personaje ficticio que aparece en los cómics estadounidenses publicados por Marvel Comics. 

## Historial de publicaciones
Apareció por primera vez en Marvel Team-Up (vol. 3) #2, y fue creado por Robert Kirkman y Scott Kolins.

## Biografía del personaje ficticio
Originalmente, Titannus era un Skrull que, al carecer de habilidades para cambiar de forma, se convirtió en uno de los sujetos del proyecto Super-Skrull, otorgándole una fuerza mejorada y un factor de curación que le permitiría recuperarse de cualquier herida. Dejando su mundo, finalmente llegó al planeta Trellion, donde los habitantes le lavaron el cerebro para que actuara como su agente. Creyendo que estaba huyendo de un gobernante opresivo, escapó con la mujer que amaba (contra su voluntad) y viajó al planeta Tierra en un intento de buscar la ayuda de los héroes para que pudieran rebelarse contra Trellion.
En el aterrizaje forzoso de su nave espacial en Japón, Titannus observó a los héroes de la Tierra durante varios meses e intentó "llamar su atención" destruyendo Tokio, derrotando al principal superhéroe de Japón Sunfire y matando a innumerables soldados del ejército japonés.
Al sentir la perturbación, el Doctor Strange reunió un nuevo equipo de Defensores para oponerse al alienígena, compuesto por Spider-Man, She-Hulk, Ms. Marvel y Nova, buscando al Increíble Hulk por la necesidad de su fuerza, el equipo como un Toda la reunión de Wolverine en Tokio, donde ya estaba intentando luchar contra Titannus. Titannus intentó ganárselos para su lado contando la historia con la que le habían lavado el cerebro y afirmando que simplemente había perdido los estribos cuando fue atacado por Sunfire, pero el Doctor Strange sintió poca verdad en las palabras de Titannus, y Spider-Man declaró que ellos no lo hizo ayudar a alguien que hizo estallar una ciudad solo porque tenía una historia trágica que contarles. Sin embargo, a pesar de sus mejores esfuerzos, los héroes reunidos no pudieron detener a Titannus, quien mostró suficiente poder para derrotar incluso a Hulk con facilidad al absorber la radiación gamma que alimentaba al gigante, además de romper el brazo izquierdo de She-Hulk. Cuando Strange y Nova despertaron a la amada de Titannus, se reveló la verdad y Titannus, que había dependido tanto de su amor por ella, se suicidó por su rechazo, aparentemente suicidándose aplastándose la cabeza. Spider-Man luego especuló que estaba enojado por el fracaso del plan de su pueblo para atacar a los héroes de la Tierra.
Sin embargo, su factor de curación estaba tan avanzado que le permitió crecer una nueva cabeza, aunque parecía sufrir de amnesia total , posiblemente debido al desarrollo de un cerebro completamente nuevo. Más tarde, algunos científicos locos de Tokio tomaron el control de Titannus y le ordenaron atacar a los Estados Unidos, creyendo que Titannus había sido parte de un intento estadounidense de conquistar Japón. Una vez más, algunos superhéroes (que consisten en Doctor Strange, Spider-Man, Ms Marvel, She-Hulk, Wolverine, Luke Cage y Capitán América) tuvieron que reunirse para someter al monstruo. Titannus fue derrotado y acogido por S.H.I.E.L.D., gracias a la nueva llegada del nuevo héroe Cruzado, quien lo distrajo creando una realidad ilusoria en la que había matado a todos sus oponentes mientras el Doctor Strange encontraba la ubicación de las personas que lo controlaban, modificando su tecnología para mantener inactivo a Titannus.

## Otras versiones

### Earth-5012
En una realidad donde los Vengadores nunca se disolvieron, la Visión detectó la nave de Titannus a su llegada. Después de hacer contacto con Titannus, los Vengadores vinieron con él a Trellion, simpatizando con él debido a su "falsa" historia, sólo para ser atacados por Titannus y los nativos del planeta a su llegada.
La Avispa murió en el acto, Hank Pym (aparentemente otro Hulk en esta línea de tiempo) fue anunciado desaparecido en acción, y el Capitán América fue ejecutado para romper los espíritus de los Vengadores restantes. Fueron necesarios cinco años para los Vengadores restantes para poder rescatar al equipo, y otros cinco antes de que los Trellions fueran convencidos de dejar la Tierra en paz. En este mundo, Reed Richards presuntamente cometió un error fatal desconocido que llevó a la muerte de muchos, y el Iron Man de esta línea de tiempo adquirió las trampas familiares del Doctor Muerte para oponerse a Richards. Durante el primer arco argumental de la tercera serie Marvel Team-Up, esta versión retorcida de Tony Stark ha llegado a la Tierra 616, la Tierra primordial del Universo Marvel, y ahora va con el nombre de Iron Maniac.

## Otros medios

### Videojuegos
- Titannus aparece como un villano en el videojuego Marvel: Ultimate Alliance con la voz de David Sobolov. Los héroes encuentran a Titannus al intentar salvar el mundo Skrull de Galactus. Él trata de matar a los científicos Skrull por obligarlo a unirse al programa Super-Skrull.